# إيجبت إندبندنت
إيجبت إندبندنت (بالإنجليزية: Egypt Independent) هي صحيفة مصرية على الإنترنت، كانت تنشر سابقاً طبعة أسبوعية باللغة الإنجليزية من 24 صفحة من جريدة المصري اليوم.

## تاريخ
في 24 نوفمبر 2011، تم نشر النسخة المطبوعة الأولى من صحيفة إيجبت إندبندنت وقد تطورت من النسخة الإنجليزية من جريدة المصري اليوم، والتي كانت تُنشر سابقًا كملحق أسبوعي للصحيفة. وبعد منع رئيس تحرير جريدة المصري اليوم من نشر نسختها الثانية، حصلت صيحفة إيجبت إندبندنت على ترخيصها الخاص واستأنفت إصدار طبعتها الأسبوعية منفصلة عن المصري اليوم في عام 2012. وفي أبريل 2013، أبلغت إدارة شركة المصري للصحافة والطباعة والنشر والٳعلان فريق تحرير إيجبت إندبندنت أنه تم توقيف عملية طبع الاخبار الخاصة بها، على الرغم من استمرار الموقع في نشر مقالات جديدة يوميًا. وفي يونيو 2013، بدأ بعض الموظفين السابقين في صحيفة إيجبت إندبندنت، بمن فيهم مديرة التحرير لينا عطا الله، النشر في صحيفة مدى مصر المستقلة.

## ٳتهامات
في الأول من ديسمبر 2011، اعترض رئيس تحرير صحيفة المصري اليوم على إصدار مطبوع من إيجبت إندبندنت وفرض الرقابة على كل ٳصداراتها. وقد كان العدد الثاني من الصحيفة هو نقل مقال رأي عام بقلم روبرت سبرينغبورغ، أستاذ العلوم السياسية والخبير في العلاقات المدنية العسكرية المصرية، والذي انتقد المجلس الأعلى للقوات المسلحة الذي حكم مصر منذ رحيل السابق الرئيس حسني مبارك في فبراير 2011. وتعاون سبرينغبورغ وطاقم إيجبت إندبندنت لتغيير الأقسام التي ٳعتبرها البعض مسيئة، ومع ذلك تم منع الإصدار الثاني من الملحق من النشر. وتم اتهام البروفيسور سبرينغبورغ نفسه بأنه متآمر على استقرار مصر في النسخة العربية الصادرة في 7 ديسمبر 2011 من صحيفة المصري اليوم. ولقد دفعت حلقة الرقابة الذاتية العاملين في صحيفة إيجبت إندبندنت إلى أن يكتبوا «أنه حتى بعد ثورة 25 يناير، ما زالت الرقابة الذاتية تعصف بالإعلام المصري. ونحن كصحيفة مصرية نعاني منها أيضًا. ولكن إذا أصبحت الرقابة الذاتية داخلية ولا جدال عليها، تصبح ممارسة لا رجوع فيها. ونحن نرفض السماح بحدوث ذلك».

## انظر ايضاٞ
- المصري اليوم
- مدى مصر

## وصلات خارجية
- الموقع الرسمي